# Lasiodiamesa gracilis
Lasiodiamesa gracilis är en tvåvingeart som först beskrevs av Jean-Jacques Kieffer 1924.  Lasiodiamesa gracilis ingår i släktet Lasiodiamesa och familjen fjädermyggor. Arten är reproducerande i Sverige. Inga underarter finns listade i Catalogue of Life.